# Урсула Ледуховска
Урсула (Уршу̀ля) Ледухо̀вска, с рождено име Юлия Ма̀рия Ха̀лка–Ледуховска (на полски: Urszula Ledóchowska, Julia Maria Halka-Ledóchowska) е полска монахиня, светица на католическата църква, основателка на Конгрегацията на сестрите урсулинки на Умиращото Сърце Исусово.

## Биография
Юлия Ледуховска е родена на 17 април 1865 година в град Лосдорф, Австрийска империя, в семейството на Юзефина Салис-Цицерс и Антони Халка-Ледуховски. Майка и е швейцарка, а баща и е австрийски офицер, представител на шлахтишки род, герб Шалава. През 1874 година семейството се мести в Санкт Пьолтен, където Юлия получава хуманитарно образование в училището за английски дами. В 1883 година се премества със семейството си в Липница Мурована, близо до Краков.
През 1886 година Юлия постъпва в манастира на урсулинките в старата столица. Там полага обет и приема монашеското име Мария Урсула от Исус. Работи като учителка и възпитателка в манастирското училище. През 1904 година е избрана за ръководител на манастира. Три години по-късно заминава с още две сестри за Петербург, където ръководи интерната за девойки при полската гимназия на енорията „Св. Катерина“. На следващата година се създава автономен дом на урсулинките в руската столица. След избухването на Първата световна война (1914) майка Урсула се мести в Швеция, а след това в Дания. През 1920 година с помощта на датския консул в Полша е закупен имот в град Пневи, близо до Краков, В него се настанява общността на сестрите урсолинки ръководени от майка Урсула. Впоследствие тази общност е преобразувана в Конгрегация на сестрите урсулинки на Умиращото Сърце Исусово.
Майка Урсула умира на 29 май 1939 година в Рим. На 20 юни 1983 година в Познан папа Йоан-Павел II я обявява за блажена. През 1989 година тленните и останки са пренесени в Пневи. На 18 май 2003 година в Рим папа Йоан-Павел II канонизира майка Урсула Ледуховска.